# Китаевы
Кита́евы — русский дворянский род.
Фамилия Китаевы — тюркского происхождения; слово «Китай» (в переводе с тюркского языка) означает «укрепление, крепость, плетень».
Дмитрий Васильевич Китаев (умер в 1520) составил писцовые книги Вотской пятины (1500), изданные археографической комиссией, был окольничим. Иев Петрович московский дворянин (1692), а Михаил Григорьевич — стряпчий (1692).
Этот род Китаевых был внесён Герольдией в VI и II части Дворянской родословной книги Костромской губернии Российской империи.
Известны ещё шесть родов этой фамилии более позднего происхождения.

## Описание герба
В золотом щите чёрный бердыш в перевязь вправо, сопровождаемый вверху и внизу щита синими васильками с зелёными листьями и стеблями.
Щит увенчан дворянским коронованным шлемом. Нашлемник: два чёрных бердыша накрест. Намёт: справа чёрный с золотом, слева лазуревый с золотом. Герб Китаевых внесён в Часть 12 Общего гербовника дворянских родов Всероссийской империи, стр. 66.